# Sant'Andrea (Torrile)
Sant'Andrea è una frazione del comune di Torrile, in provincia di Parma.
La località dista 2,75 km dal capoluogo.

## Geografia fisica
Sant'Andrea sorge in posizione pianeggiante alla quota di 32 m s.l.m. ed è attraversato dal torrente Parma, che lo divide nelle due località di Sant'Andrea a Mane, più grande e posta sulla sponda destra, e Sant'Andrea a Sera, più piccola e collocata sulla riva sinistra.

## Storia
Il borgo fu fondato in epoca medievale; la più antica testimonianza della sua esistenza risale al 1191, quando la cappella a servizio del villaggio fu citata in un documento.
A protezione del territorio, fu edificato un castello, che fu nominato negli Statuti parmigiani del 1266 insieme alle vicine fortificazioni di San Siro e Pietrabaldana, poste lungo il torrente Parma: il Comune di Parma, intenzionato ad aumentare il numero di abitanti nella zona allo scopo di migliorare l'efficienza dei sistemi difensivi, invitò, qualora non vi abitassero, i proprietari di case poste nelle tre località a venderle a persone intenzionate a trasferirvisi.
In seguito il maniero di Sant'Andrea fu forse abbandonato, mentre quello di Pietrabaldana fu probabilmente distrutto da una piena del torrente Parma nel 1354.
Durante gli scontri che contrapposero i Rossi e i Terzi, nel 1403 gli uomini inviati da questi ultimi, provenienti da Colorno, depredarono Gainago, Castelnovo, Sant'Andrea e Pietrabaldana; nel 1409, sempre da Colorno, gli uomini di Giovanni de' Terzi saccheggiarono nuovamente Sant'Andrea e Pietrabaldana, oltre a numerose altre località del Parmense.
Nei secoli il territorio fu ripetutamente inondato dalle piene del torrente Parma, che, male arginato, in occasione degli straripamenti più devastanti spostò più volte il proprio letto, arrivando a dividere in due i centri abitati situati nelle vicinanze; sorsero così le due località di Sant'Andrea a Mane e Sant'Andrea a Sera, poste rispettivamente sulle sponde destra e sinistra del corso d'acqua. Inoltre, fu probabilmente durante la rovinosa alluvione del 1442 che il borgo di Pietrabaldana fu completamente distrutto senza lasciare più tracce e conseguentemente la sua cappella fu unita a quella di Sant'Andrea a Mane. In seguito gli Anziani del Comune di Parma deliberarono di costruire degli argini maggiormente solidi a protezione della zona.

## Monumenti e luoghi d'interesse

### Chiesa di Sant'Andrea

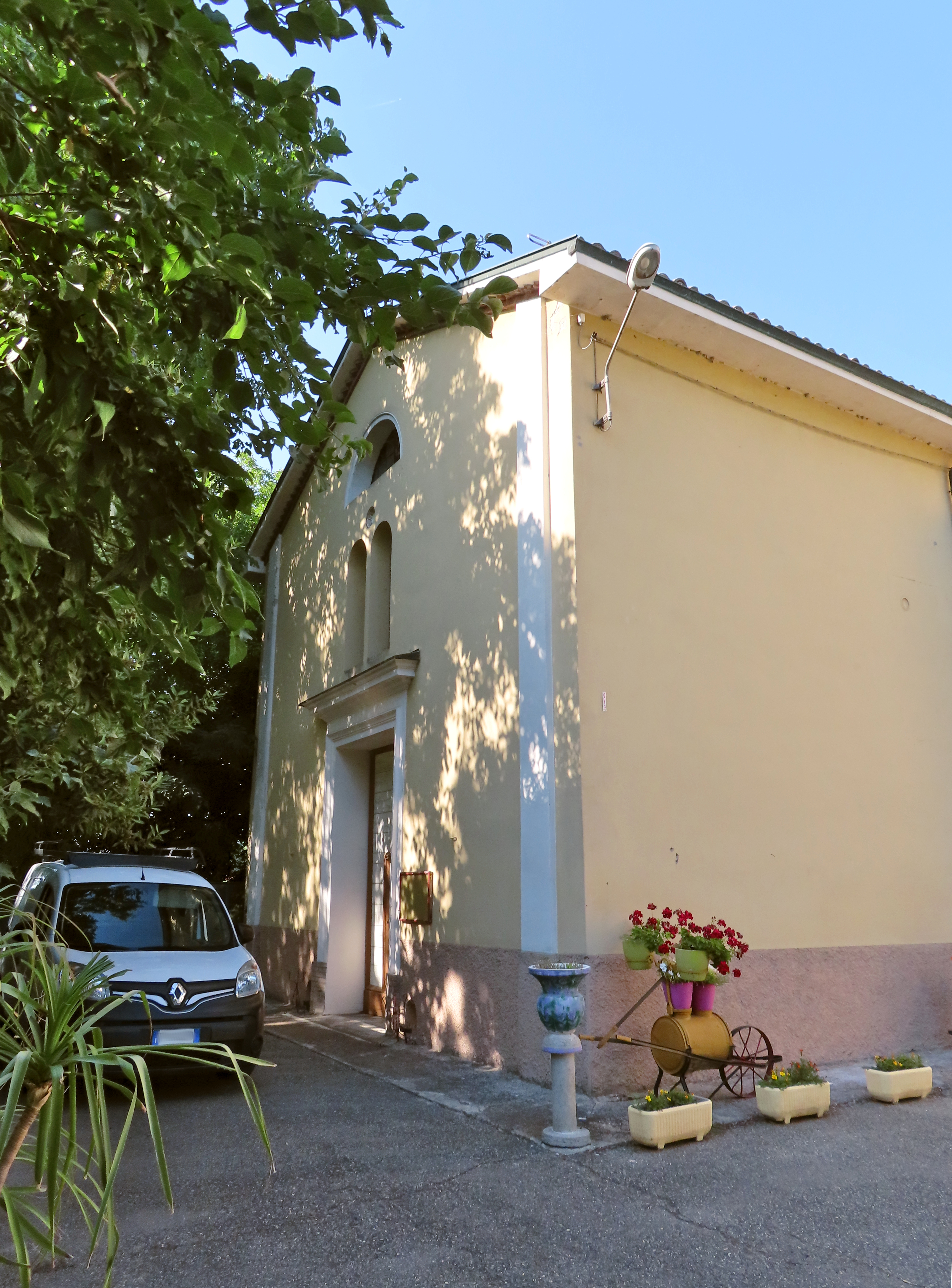
Chiesa di Sant'Andrea

Menzionata per la prima volta nel 1191, la cappella fu unita probabilmente nella seconda metà del XV secolo alla distrutta chiesa di Pietrabaldana; elevata a sede parrocchiale autonoma nel 1564, fu restaurata e decorata internamente nel 1939; ristrutturata nel 1965, fu benedetta dal vescovo di Parma Evasio Colli al termine dei lavori. L'edificio, sviluppato su una pianta a navata unica affiancata da una cappella per lato, presenta una facciata a capanna intonacata, illuminata da una bifora sormontata da una finestra a lunetta; all'interno l'aula, scandita lateralmente da una serie di lesene, si conclude nel presbiterio absidato, ornato sulla volta a botte e sul catino con affreschi eseguiti da Riccardo Vasini nel 1939.

### Castello
Nominato per la prima volta nel 1266 negli Statuti parmigiani, in seguito il castello, collocato sulla riva del torrente Parma, fu probabilmente abbandonato, facendo perdere ogni traccia.